# Тарнувко (Західнопоморське воєводство)
Тарнувко (пол. Tarnówko, нім. Lüttkenhagen) — село в Польщі, у гміні Ґоленюв Голеньовського повіту Західнопоморського воєводства.
Населення — 129 осіб (2011).

## Демографія
Демографічна структура станом на 31 березня 2011 року:
|          | Загалом | Допрацездатний вік | Працездатний вік | Постпрацездатний вік |
| -------- | ------- | ------------------ | ---------------- | -------------------- |
| Чоловіки | 65      | 16                 | 41               | 8                    |
| Жінки    | 64      | 12                 | 43               | 9                    |
| Разом    | 129     | 28                 | 84               | 17                   |